# Oryzopsis coerulescens
Oryzopsis coerulescens är en gräsart som först beskrevs av René Louiche Desfontaines, och fick sitt nu gällande namn av Eduard Hackel. Oryzopsis coerulescens ingår i släktet Oryzopsis och familjen gräs. Inga underarter finns listade i Catalogue of Life.